# Чёрная капелла
«Чёрная капе́лла» (нем. Schwarze Kapelle, англ. Black Orchestra) — термин, использовавшийся гестапо для обозначения группы заговорщиков в немецких вооружённых силах, которые планировали свергнуть А. Гитлера. В группу входили многие старшие и высшие офицеры в вермахте. В отличие от «Красной капе́ллы» (нем. Rote Kapelle, англ. Red Orchestra), советской разведывательной сети в нацистской Германии, члены группы были аристократического происхождения, испытывали презрение к идеологии нацистской партии и были политически ближе к странам западной демократии антигитлеровской коалиции.
Группа последовательно планировала серию покушений на Гитлера [], завершившуюся взрывом 20 июля.

## Состав группы
Некоторые из состоявших в группе участников:
- дипломат Ульрих фон Хассель;
- политический деятель Карл Фридрих Гёрделер;
- генерал-полковник Людвиг Бек;
- пастор Дитрих Бонхёффер;
- адмирал Вильгельм Франц Канарис;
- генерал-майор Ханс Остер;
- генерал-полковник Франц Гальдер;
- адвокат Йозеф Мюллер;
- юрист Ганс фон Донаньи;
- вице-консул Ханс Бернд Гизевиус;
- полковник Гельмут Гроскурт;
- генерал-майор Эрвин фон Лахузен;
- генерал-майор Хеннинг фон Тресков;
- юрист Хельмут Джеймс фон Мольтке;
- юрист Петер Йорк фон Вартенбург;
- советник министерства иностранных дел Адам фон Тротт цу Зольц;
- дипломат Эрнст фон Вайцзеккер;
- дипломат Эрих Кордт;
- капитан резерва  Хассо фон Эцдорф[нем.];
- обер-лейтенант Фабиан фон Шлабрендорф;
- полковник Клаус Шенк фон Штауффенберг;
- генерал пехоты Карл-Генрих фон Штюльпнагель;
- генерал войск связи Эрих Фельгибель;
- генерал-фельдмаршал Эрвин фон Вицлебен;
- генерал-полковник Эрих Гёпнер;
- генерал пехоты Фридрих Ольбрихт.

Основная ось операций была сосредоточена на линии Париж-Берлин-Смоленск.

## В культуре
- Операция «Чёрная Капелла»[нем.]